# Мужская сборная ветеранов Нигерии по кёрлингу
Мужская сборная ветеранов Нигерии по кёрлингу — национальная мужская сборная команда, составленная из игроков возраста 50 лет и старше. Представляет Нигерию на международных соревнованиях по кёрлингу. Управляющей организацией выступает Федерация кёрлинга Нигерии (англ. Nigeria Curling Federation, Curling Nigeria).

## Результаты выступлений

### Чемпионаты мира
| Год     | Место                                           | И                                               | В                                               | П                                               | Состав (скипы выделены шрифтом)                 | Состав (скипы выделены шрифтом)                 | Состав (скипы выделены шрифтом)                 | Состав (скипы выделены шрифтом)                 | Состав (скипы выделены шрифтом)                 | Состав (скипы выделены шрифтом)                 |                                                 |
| Год     | Место                                           | И                                               | В                                               | П                                               | четвёртый                                       | третий                                          | второй                                          | первый                                          | запасной                                        | тренер                                          |                                                 |
| ------- | ----------------------------------------------- | ----------------------------------------------- | ----------------------------------------------- | ----------------------------------------------- | ----------------------------------------------- | ----------------------------------------------- | ----------------------------------------------- | ----------------------------------------------- | ----------------------------------------------- | ----------------------------------------------- | ----------------------------------------------- |
| 2002—19 | не участвовали                                  | не участвовали                                  | не участвовали                                  | не участвовали                                  | не участвовали                                  | не участвовали                                  | не участвовали                                  | не участвовали                                  | не участвовали                                  | не участвовали                                  | не участвовали                                  |
| 2020—21 | чемпионат не проводился из-за пандемии COVID-19 | чемпионат не проводился из-за пандемии COVID-19 | чемпионат не проводился из-за пандемии COVID-19 | чемпионат не проводился из-за пандемии COVID-19 | чемпионат не проводился из-за пандемии COVID-19 | чемпионат не проводился из-за пандемии COVID-19 | чемпионат не проводился из-за пандемии COVID-19 | чемпионат не проводился из-за пандемии COVID-19 | чемпионат не проводился из-за пандемии COVID-19 | чемпионат не проводился из-за пандемии COVID-19 | чемпионат не проводился из-за пандемии COVID-19 |
| 2022    | 21                                              | 6                                               | 0                                               | 6                                               | Tijani Cole                                     | Charles Neimeth                                 | Robert Brianne                                  | Daniel Damola                                   | Mark Suratt                                     |                                                 |                                                 |
| 2023    | не участвовали                                  | не участвовали                                  | не участвовали                                  | не участвовали                                  | не участвовали                                  | не участвовали                                  | не участвовали                                  | не участвовали                                  | не участвовали                                  | не участвовали                                  | не участвовали                                  |
| 2024    | 24                                              | 5                                               | 1                                               | 4                                               | T.J. Cole                                       | Chad Johnson                                    | Charles Neimeth                                 | Damola Daniel                                   |                                                 |                                                 |                                                 |
| 2025    | 27                                              | 5                                               | 0                                               | 5                                               | T.J. Cole                                       | Chad Johnson                                    | Charles Neimeth                                 | Damola Daniel                                   | Robert Brianne                                  | Эллери Робишо                                   |                                                 |

(данные с сайта результатов и статистики ВФК: )